# 常磐ホテル
常磐ホテル（ときわホテル）は、山梨県甲府市の信玄の湯 湯村温泉にあるホテル。

## 概要
1929年（昭和4年）開業の老舗ホテル。いわゆる「皇室御用達」ホテルの一つで、太平洋戦争末期には陸軍大学校の疎開先となったほか、戦後も昭和天皇をはじめ多くの皇族が宿泊している。そのため「甲府の迎賓館」の異名を取る。
また山口瞳・松本清張・井伏鱒二などの作家が当ホテルを定宿としていたことで知られ、中でも離れにある「白根の間」では松本の『波の塔』の一部が執筆されたことで有名。なお「白根の間」は2016年現在も現存し、一般からの宿泊予約も受け付けている。
近年は将棋・囲碁のタイトル戦の舞台に選ばれることが多い。古くは1954年に将棋の王将戦を開催した記録が残っている。2015年だけでも将棋の王座戦・竜王戦、囲碁の名人戦・棋聖戦の対局が当ホテルで行われている。中でも囲碁の名人戦については、山梨県内で過去11回（2015年現在）行われた全対局で、本ホテルが舞台となっている。同ホテルでの対局は番勝負の後半に行われることが多い（＝その前に決着が付き、対局が行われない場合がある）傾向があるが、これはむしろホテル側から棋戦の担当者に「後半でも構わない」と伝えている結果だという。棋戦の主催者からは「常磐ホテルは打ち合わせもせず、名簿だけ送っておけば事が済む、大変楽だ」との声もあり、ホテル側の責任者も「6局目7局目に指定していただくのは、逆に主催者からの信頼の証」と語っている。
系列ホテルに、同じ山梨県・石和温泉の「石和常磐ホテル」がある。

## 施設
客室は全50室と少なめ。東館（和室12室）・西館（和室24室・洋室3室）・離れ（7棟11室）がある。敷地内に自家源泉を持っており、特に離れの露天風呂は全て源泉かけ流しである。
約3000坪の広さを誇る日本庭園が名物で、米国の日本庭園情報誌「ジャーナル・オブ・ジャパニーズ・ガーデニング」が選ぶ「しおさいランキング」でも上位の常連となっている（最高位は2012年・2013年の3位）。
宴会場が充実しており、東館の「コンベンションホール富士」（640平方メートル、最大800名収容）、西館の大広間「桜」（221畳、最大250名収容）など、数百名単位の収容能力を持つ施設が複数存在する。また本館2階の廊下には「名人の小径」の名前がつけられ、棋戦で訪れた棋士の色紙や写真、封じ手用紙などが展示されている。その他レストラン・カフェ・売店など。

## エピソード
2014年より社長を務める笹本健次は、ネコ・パブリッシングの創業者であり、2022年時点でもAUTOCAR JAPANの編集長を兼任している。そのため、本ホテルでもAUTOCAR JAPAN関係のイベントが開かれることが少なくないほか、電気自動車（EV）用の充電設備の整備にも力を入れている。
創業は前述の通り1929年（昭和4年）だが、現在の法人は2016年（平成28年）11月に設立されたもの。旧法人は2010年代に入り経営難に陥り8期連続の赤字となったことから、2017年（平成29年）4月に現法人に事業を譲渡し（新旧分離）、同年11月に株主総会にて解散を決議、2018年（平成30年）9月に東京地方裁判所に特別清算を申し立てている。旧法人の負債総額は約20億6000万円。